# Ali Abdosh
Ali Abdosh Mohammed, né le 28 août 1987, est un athlète éthiopien, spécialiste du fond. Il se révèle durant les Championnats d'Afrique 2008 d'Addis-Abeba en remportant la médaille de bronze du 5 000 mètres, devancé par son compatriote Kenenisa Bekele et le Kényan Isaac Songok.En qualifications des Championnats du monde 2009 de Berlin, il chute et perd un moment sa chaussure. Malgré son temps, après réclamation, il est néanmoins qualifié pour la finale où il se classe à la sixième place en 13 min 19 s 11.

## Records personnels
- 10 000 m : 27 min 09 s 40 à Utrecht le 14/06/2009
- 5 000 m : 12 min 56 s 53 à Bruxelles le 4/09/2009